# الأفعال اللغوية

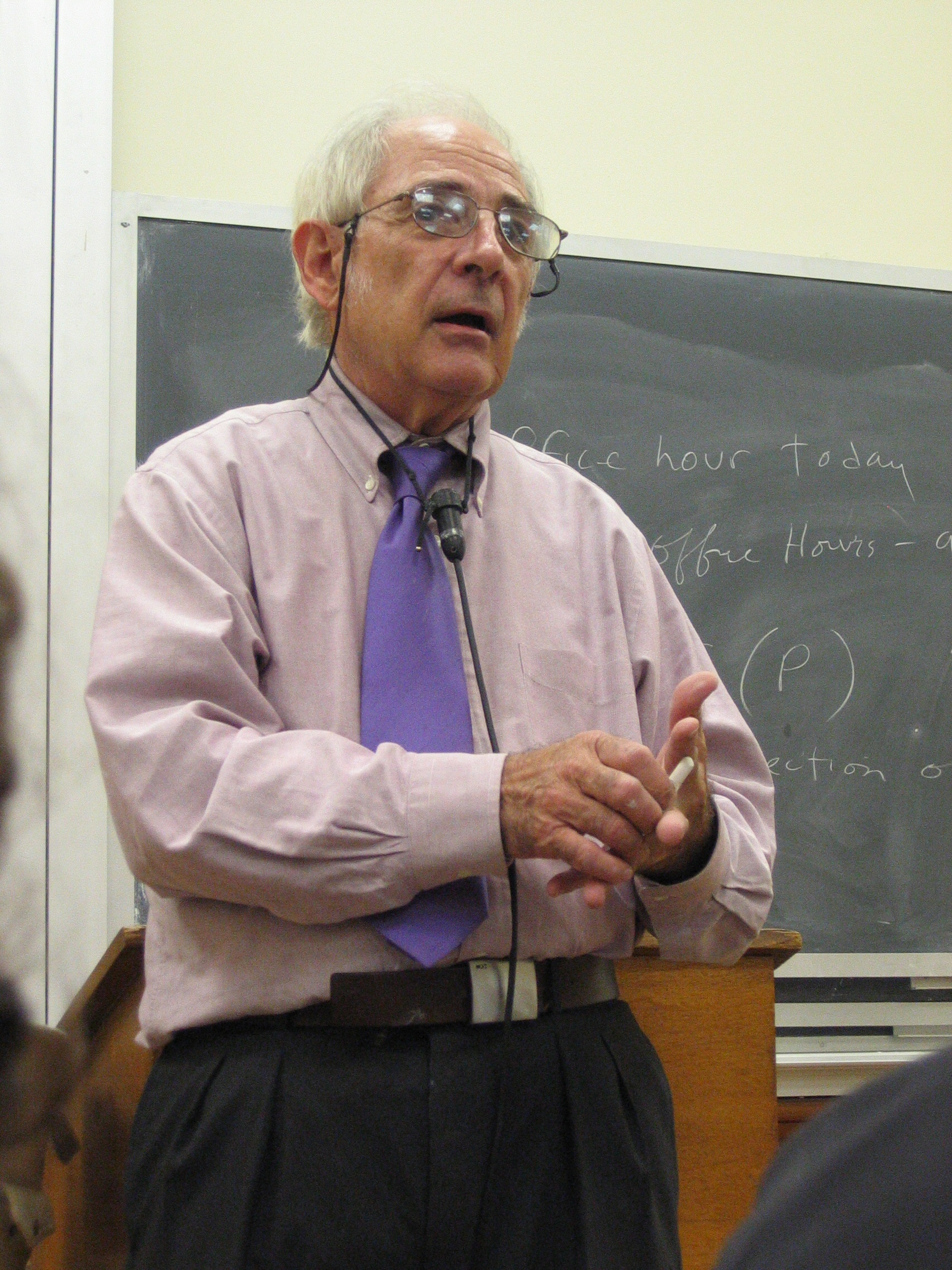

«الأفعال اللّغويّة» مصطلح يستعمل في حقل اللّسانيّات، وفقه اللّغة. ويعود استعماله في العصر الحديث إلى الفيلسوف «جون لانجشو أوستن».. الّذي قدّم للنّظريّة من خلال بحوثه في الأفعال الأدائيّة، خصوصا ما أورده من أنّ لكلّ فعل لغويّ ثلاث خصائص هي (فعل دالّ، لفظيّ) و (فعل إنجازيّ، وظيفيّ) و (فعل تأثيريّ).
يمكن أن تستعمل الأفعال اللّغويّة بشكل عامّ للدّلالة على: (القسم، والطّلب، والتّحيّة، والإنذار، والدّعوة والشّكر...)

## الأفعال اللّفظيّة، والإنجازيّة، والتّأثيريّة
يمكن تحليل الأفعال اللّغويّة بالاستناد إلى ثلاثة مستويات: الفعل اللّفظي: ويعني أداء التّعبير، وهو التّعبير الواقعيّ، ومعناه الظّاهريّ المكوّن من أصوات تنتظم في تركيب نحويّ صحيح له معنى محدّد.
الفعل الإنجازيّ: وهو ما يؤدّيه الفعل اللّفظيّ من معنى إضافيّ يكمن خلف المعنى الأصليّ.
الفعل التأثيريّ: ويمثّل الأثر الواقعيّ للفعل على السّامع كأن يكون إقناعا أو تخويفا أو جعل شخص ما يقوم أو يدرك شيئا محدّدا عن قصد منه أو عن غير قصد.

## الأفعال الإنجازيّة
يعدّ مفهوم «الأفعال الإنجازيّة» مفهوما محوريّا في حقل الأفعال اللّغويّة على الرّغم من الاختلاف في تحديد المفهوم. إلاّ أنّ هناك جملة من المعاني التي لقيت قبولا منها: الوعد والطّلب.
يأتي مفهوم «الأفعال الإنجازيّة» رديفا للأفعال اللّغويّة بشكل عامّ، وهو الأمر الّذي أشار إليه «جون سيرل» موافقا في ذلك «جون أوستين» المؤسّس الأوّل لهذه النّظريّة في كتابه «كيف تصنع الأشياء من خلال الكلمات؟».
```
واستنادا إلى تعريف أوستين ووصفه الأوّلي، فإنّ فكرة الأفعال الإنجازيّة، يمكن توضيحها من خلال قوله: «حينما نقول شيئا، فإننا في الحقيقية نقوم بفعل شيء» ومثال ذلك: حين يطلب شخص من شخص آخر بأن يذهب، فإنه يقول «اذهب». أو حينما يقول الأب لمن أتى يخطب ابنته «قبلتك زوجا لابنتي». فهو هنا يقوم بفعل إيقاعي للزواج من خلال النطق وحسب.
```

وقد يكون «الفعل الإنجازيّ» أكثر وضوحا من خلال أدائيّته الصّريحة، وهي توافق ما سمّاه «أوستين» (الأدائيّة)، والمثال التّقليديّ لهذا هو: «أنا عينت جون رئيسا» أو «حكمت عليك بالسجن عشر سنوات» أو «أنا أعدك بالسداد قريبا»07:30، 26 يناير 2018 (ت ع م)، والأمثلة هنا تعكس صورة صريحة يتوافق فيها الفعل اللّفظيّ مع الفعل الإنجازيّ، فنرى (التّعيين، الحكم، والوعد) أفعالا لفظيّة وفي الوقت نفسه أفعالا إنجازيّة.

### أصناف الأفعال اللّغويّة الإنجازيّة
حدّد سيرل (1975) خمسة أصناف للأفعال الإنجازيّة هي:
-	الإخباريّات (Assertives): وتعني الفعل اللّغويّ الّذي يلزم المتكلّم بحقيقة الغرض القضويّ المتحدّث عنه؛ أي إنّه ينقل الواقع كما هو، مثال: قراءة ورقة حكم.
-	الموجّهات (Directives): وتعني الفعل اللّغويّ الّذي يدفع السّامع إلى القيام بفعل معيّن مثال: يطلب، يأمر، ينصح.
-	الإلزاميّات والتّعهّديّات (Commissives): وتعني الفعل اللّغويّ الّذي يلزم المتكلّم بفعلٍ أو الالتزام بشيء في المستقبل، مثال: يعد.
-	التّعبيريّات (Expressives): تعني الفعل اللّغويّ الّذي يعبّر من خلاله المتكلّم عن سلوكه ومشاعره تجاه الغرض. مثال: يهنّئ، يعتذر، يشكر.
-	الإعلانيّات (Declarations): تعني الفعل اللّغويّ الّذي يغيّر الواقع يما يتوافق مع المحتوى القضويّ (الحدث) للإعلان. مثال: يعلنه بريئا أو يعلنهما زوجين..

## الأفعال اللّغويّة غير المباشرة
حينما نستعمل الأفعال الأدائيّة، فإنّنا نستعملها بشكل طبيعيّ واعتياديّ للتّواصل مع الآخرين؛ فقد يكون محتوى التّواصل متوافقا أوقريبا من التّوافق مع المعنى الّذي نقصده في تواصلنا، مثال ذلك: حين يسأل شخص غريب «ما اسمك؟».
ولكنّ الأمر قد يختلف في كثير من الأحيان فلا تأتي العبارة بهذه المباشرة، كما في المثال التّالي: بإمكاننا أن نطلب من أحد طلاّبنا أن يكفّ عن العبث من خلال قولنا «يا أحمد!!»؛ فيكون هذا الخطاب وحده دالاّ على ما نريده من نطقه.
```
ثمّة طريقة أخرى أكثر بعدا عن الصّراحة والمباشرة تكمن في هذاالمثال: قد نقوم بأداء فعل لغويّ من خلال استخدام تعبير يحيل إلى فعل لغويّ، ويقوم بأدائه. إضافة إلى ذلك؛ فإنّ هذاالفعل يقوم بأداء فعل لغويّ آخر، وهو ما يعرف بالفعل غير المباشر. مثال: أحمد، هل بإمكانك فتح النافذة؟، ففي هذه الجملة عدّة أفعال: الأوّل: السّؤال عن قدرة أحمد على فتح النافذة، والثّاني: الطّلب منه فعل ذلك (فتح النّافذة). وبما أنّ الفعل قد تمّ أداؤه بشكل غير مباشر -وذلك من خلال الطّلب باستعمال صيغة الاستفهام-فإنّه يعدّ فعلا لغويّا غير مباشر.
```

الفعل اللّغويّ غير المباشر يستعمل غالبا للتّعبير عن الرّفض أو لطلب أمر، مثال ذلك:
متكلّم (1) يسأل: هل ترغب في لقائي لتناول القهوة؟
متكلّم (2): لديّ محاضرة!.
نرى المتحدّث الثّاني يستخدم صيغة غير مباشرة للفعل اللّغويّ من خلالها يرفض هذا العرض. وهذا يعدّ غير مباشر لأنّ المعنى الحرفي لـ «لديّ محاضرة» لأتحمّل أيّ معنى من معاني الرّفض.
قد يدفع هذا الأمر إلى التّساؤل حول إمكانيّة فهم المتكلّم (1)، وهو الّذي عرض اللّقاء للقهوة، لكنّ صديقه المتحدّث (2) يرفض العرض!، وهذه القضيّة حاول معالجتها «سيرل» مستشهدا بنظريّة «جرايس» في أنّنا قد نتمكّن من إخراج المعنى عن حرفيّته من خلال المبادئ التّعاونيّة. إلاّ أنّ هذا الأمر لم يحسم بشكل قاطع، وهو من الموضوعات المطروقة لدى اللّسانيّات الاجتماعيّة.